# Ladrones a domicilio
Ladrones a domicilio es una película dominicana del 2008 que se estrenó el 14 de agosto de 2008.

## Sinopsis
La película comienza con los medios de comunicación lamentando la muerte de un ingeniero padre de familia que fallece mientras trabajaba y sobre un mensajero llamado Gregorio Brown, que se fugó con un millón de pesos.
El protagonista de la película es Bruno, un profesor universitario que ve derrumbados sus sueños cuando le informan que su hija no puede optar por una beca en la universidad donde labora. Esto lo obliga a buscar otro trabajo como chofer de un camión de transporte de valores. Mientras esto sucede, Octavio, el dueño de la empresa donde Bruno está por comenzar a trabajar, se asocia con altos miembros de la policía para realizar un auto-robo a unos de sus propios camiones de transporte de valores. Este plan involucra a Lisiao, un preso liberado por Octavio y los policías para que participe en el auto-robo, pero que ignora la verdadera naturaleza del plan: poner a los policías a que atraquen el camión, matar al conductor, a su acompañante e inculparlo a él del crimen.   
La noche del auto-robo, Bruno sale con Lisiao y con Biembo, el compadre que lo recomendó para ese trabajo. Durante el camino, son perseguidos por los policías-asaltantes, y en medio de la persecución, se dan cuenta del plan: las pistolas tienen balas de salva y los cristales del camión no están blindados. Sin embargo, gracias a las habilidades de Bruno como conductor, y a la astucia de Lisiao, logran dañar a los policías, hiriendo a unos y matando a otros, y escapan.
Conscientes de la situación, Bruno, Biembo y Lisiao emprenden la fuga. En el camino, estos se topan con unas patrullas que detienen a un grupo de jóvenes por estupefacientes, dentro de los cuales está Rogelio, el hijo malcriado de Octavio. Los patruyeros asumen que Bruno y los suyos son delincuentes y empieza un tiroteo. En medio de la balacera, Lisiao captura al hijo de Octavio sin saber y escapan. luego, Lisiao le muestra a Bruno y a Biembo el joven que capturó. Biembo reconoce a Rogelio como hijo de Octavio y asustado, escapa. 
Los planes salen mal para Octavio y los suyos

## Reparto
| Actor                   | Personaje                |
| ----------------------- | ------------------------ |
| Manolo Ozuna            | Bruno                    |
| Miguel Ángel Martínez   | Lisiao                   |
| Johanny Sosa            | Biembo                   |
| Rafael Alduey           | Motoconcho               |
| Juan María Almonte      | Coronel                  |
| Miguel Bucarelli        | Senador de higüey        |
| Frank Lendor            | Don manuel               |
| Arturo López            | Boquepeje                |
| Pericles Mejía          | Octavio                  |
| Pachy Mendez            | Soraya                   |
| Licelotte Nin           | Sandra                   |
| Félix Peña              | Vocero de la policía     |
| Salvador Pérez Martínez | Rector de la universidad |
| Sonia Silvestre         | Senadora                 |
| Elías Caamaño Pérez     | Jefe de la policía       |
| Jean Jean               | Gregorio brown           |
| Emerson González        | Contable                 |
| Billy Martin            | Rogelio                  |
| Miguel Montalvo         | Periodista               |
| Mario Nuñez             | Guardaespaldas           |
| Judith Rodríguez        | Reportera                |
| Fernando Rodríguez      | Policía                  |
| Alexandra Santana       | Periodista               |
| Ayerim Villanueva       | Reportera                |
| Gilberto Hernández      | Policía                  |

- Datos: Q12178728